# Baccio da Montelupo
 (juillet 2019).
Si vous disposez d'ouvrages ou d'articles de référence ou si vous connaissez des sites web de qualité traitant du thème abordé ici, merci de compléter l'article en donnant les références utiles à sa vérifiabilité et en les liant à la section « Notes et références ».

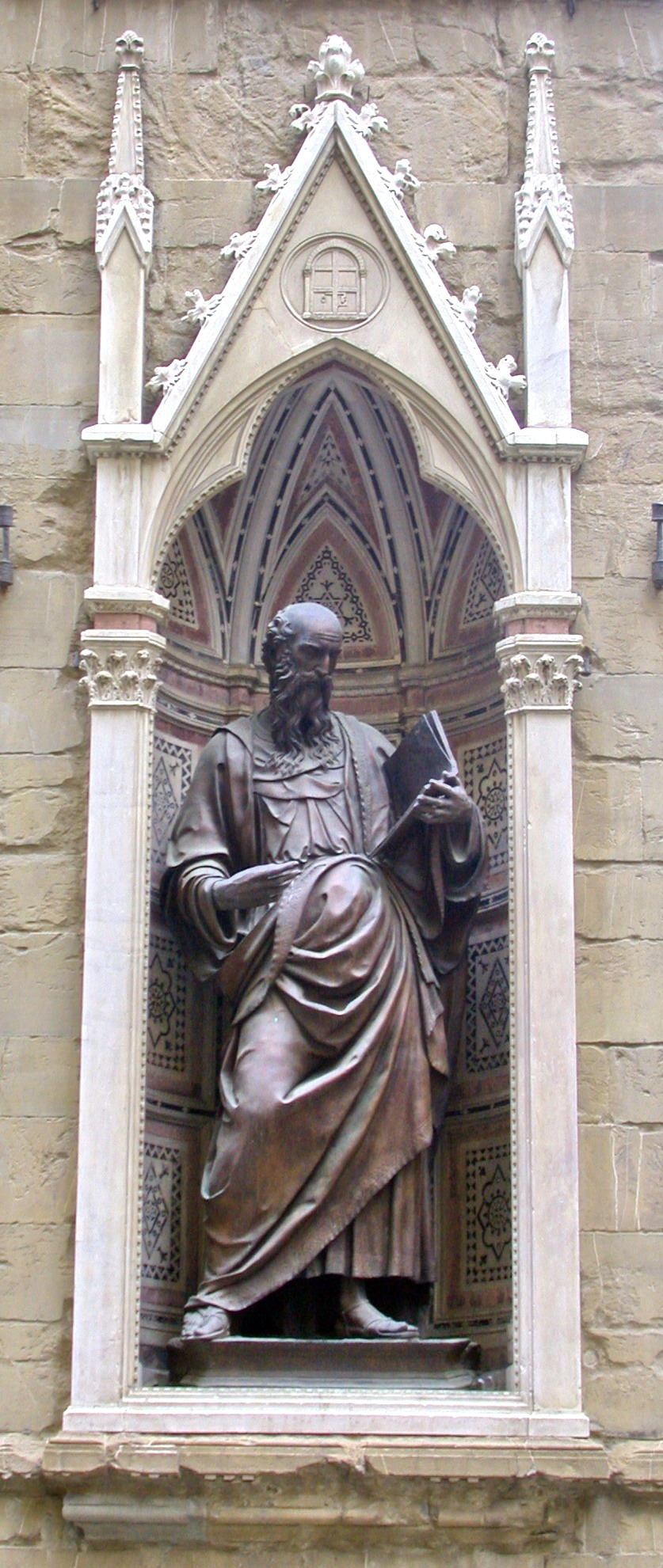
San Giovanni Evangelistade la niche de l'Arte della Seta d'Orsanmichele

Bartolomeo di Giovanni d'Astore dei Sinibaldi dit Bartolomeo di Giovanni ou Baccio da Montelupo (Montelupo Fiorentino, 1469 – Lucques, 1523 ou 1535) est un sculpteur italien de la Renaissance artistique italienne, le père du sculpteur Raffaello da Montelupo.

## Biographie
Né d'une famille modeste, Bartolomeo di Giovanni fréquente les ateliers de céramique de son pays natal, puis part une dizaine d'années à Florence où il entreprend une carrière de sculpteur, fréquente l'Accademia dei Giardini Medicei de San Marco, dirigée par  Bertoldo di Giovanni et protégée par Laurent le Magnifique. Là il rencontre le jeune Michel-Ange qui devient son ami.
Sa première commande est une série de terracotta, un Compianto des Dominicains à Bologne où il a trouvé refuge pendant l'arrivée à Florence des troupes de Charles VIII.
Retourné à Florence ensuite, il réalise des crucifix pour la Basilique San Lorenzo de Florence, l'église Santa Maria Maggiore de Tivoli, le couvent San Marco, de la Badia d'Arezzo et de l'église San Martino à Galgalandi près de Lastra a Signa.
Fervent disciple de Savonarole, il fuit, à la mort de celui-ci, la ville de Florence pour Bologne, où il réalise 12 bustes en terracotta (aujourd'hui à la cathédrale de Ferrare).
En 1506, artiste confirmé, il reçoit commande de l'abbaye dominicaine de San Godenzo, des statues de bois sculpté dont il ne reste qu'un San Sebastiano.
La consécration de sa carrière vient de l'Arte della Seta en 1514 pour une statue coûteuse en bronze de San Giovanni Evangelista pour une des niches d'Orsanmichele à Florence, son chef-d'œuvre par la maturité de l'expression de la face et de la posture.
En 1515 il réalise le kiosque en marbre qui entoure les fresques des Miracles de la Vierge dans l'église Sant'Agostino à Colle di Val d'Elsa.
Sur la fin de la décennie il travaille à Lucques, à partir de la Pietà en marbre pour le pieve de Segromigno (1518), suivie d'une série de monuments funéraires (Tombe de l'évêque Silvestro Gigli, église San Michele al Foro, avec son fils Raffaello ; Monument de San Silao, musée de Villa Guinigi ; Monument à Giano Grillon église Santa Maria des Servi).

## Remarque
Selon un portrait de Jean Baron, il apparait que Baccio de Montelupo serait né en 1445 et mort en 1533.